# Arrondissement de Duisbourg
L'arrondissement de Duisbourg est de 1823 à 1874 un arrondissement du Bas-Rhin droit entre Anger (de) et Lippe dans le district de Düsseldorf dans la province prussienne de Rhénanie. Le chef-lieu d'arrondissement est Duisbourg.

## Histoire
L'arrondissement de Duisbourg est créé en 1823 de la fusion des arrondissements de Dinslaken (de) et d'Essen, fondés en 1816. Il comprend initialement les 13 mairies d'Altenessen, Borbeck, Dinslaken, Duisburg, Essen, Gahlen, Götterswickerhamm, Holten, Kettwig, Mülheim, Ruhrort, Steele et Werden, fondées à l'époque française. En 1845, par le biais des règlements communaux de la province de Rhénanie, toutes les localités qui gèrent leur propre budget obtiennent le statut de commune. Les huit villes de Dinslaken, Duisbourg, Essen, Kettwig, Mülheim, Ruhrort, Steele et Werden reçoivent le Code des villes rhénanes en 1856/57. L'arrondissement est alors structuré comme suit :
| Mairie                            | Villes et communes (1858)                                                                                                  | Ville actuelle/arrondissement actuel                                                                          |
| --------------------------------- | --- | --- |
| Altenessen (de)                   | Altenessen, Frillendorf, Huttrop, Karnap, Katernberg, Kray, Leithe, Rotthausen, Rüttenscheid, Schonnebeck, Stoppenberg     | Essen, Rotthausen: Gelsenkirchen                                                                              |
| Borbeck                           | Altendorf, Borbeck | Essen |
| Dinslaken                         | Dinslaken (ville) | Dinslaken/arrondissement de Wesel                                                                             |
| Dinslaken-Campagne                | Hiesfeld, Walsum | Hiesfeld: Dinslaken/arrondissement de Wesel, Walsum: Duisbourg                                                |
| Duisbourg                         | Duisbourg (ville) | Duisbourg |
| Duisbourg-Campagne                | Wanheim-Angerhausen | Duisbourg |
| Essen                             | Essen (ville) | Essen |
| Gahlen (de)                       | Hünxe, Bruckhausen, Bucholtwelmen, Gartrop-Bühl, Gahlen                                                                    | Hünxe/arrondissement de Wesel, Gahlen: Schermbeck/arrondissement de Wesel                                     |
| Götterswickerhamm (de)            | Götterswickerhamm, Löhnen, Mehrum, Möllen, Spellen, Voerde                                                                 | Voerde/arrondissement de Wesel                                                                                |
| Holten (de)                       | Beeck, Hamborn, Holten, Amt Holten (Biefang), Sterkrade                                                                    | Beeck, Hamborn: Duisbourg, Holten, Biefang, Sterkrade: Oberhausen                                             |
| Kettwig (de)                      | Kettwig (ville) | Essen |
| Kettwig-Campagne (de)             | Heisingen, Umstand, Vierhonnschaften                                                                                       | Essen |
| Mülheim an der Ruhr (de)          | Mülheim an der Ruhr (ville)                                                                                                | Mülheim an der Ruhr                                                                                           |
| Mülheim an der Ruhr-Campagne (de) | Alstaden, Broich, Dümpten, Eppinghofen, Haarzopf, Heißen, Holthausen, Mellinghofen, Menden, Raadt, Saarn, Speldorf, Styrum | Alstaden, Partie de Styrum, Partie de Dümpten, Partie de Mellinghofen: Oberhausen, Reste: Mülheim an der Ruhr |
| Ruhrort                           | Ruhrort (ville) | Duisbourg |
| Ruhrort-Campagne                  | Meiderich | Duisbourg |
| Steele (de)                       | Steele (ville) | Essen |
| Steele-Campagne (de)              | Rellinghausen, Überruhr | Essen |
| Werden (de)                       | Werden (ville) | Essen |
| Werden-Campagne (de)              | Byfang, Siebenhonnschaften                                                                                                 | Essen |

Par arrêté ministériel du 10 août 1857, l'arrondissement d'Essen est séparé de l'arrondissement de Duisbourg en 1859 et réorganisé, mais désormais sans les mairies de Mülheim/Ruhr-Ville et Campagne. En 1862, la nouvelle mairie d'Oberhausen est construite à partir de parties des mairies de Borbeck, Holten et Mülheim-Campagne. La ville de Duisbourg quitte l'arrondissement de Duisbourg en 1874 et devient son propre arrondissement urbain. L'arrondissement de Mülheim est formé à partir des parties restantes de l'arrondissement de Duisbourg, avec son siège dans la ville de Mülheim an der Ruhr. Le 1er juillet 1887, les villes de Ruhrort et Dinslaken ainsi que les mairies de Beeck, Dinslaken-Campagne, Duisburg-Campagne, Gahlen, Götterswickerhamm, Meiderich et Sterkrade se séparent de l'arrondissement de Mülheim an der Ruhr, le territoire restant de l'ancien arrondissement de Duisbourg après le départ de Duisbourg et Essen, pour former le nouveau arrondissement de Ruhrort (de). Pendant ce temps, l'arrondissement de Mülheim an der Ruhr ne comprend que les mairies de Broich, Heißen, Mülheim an der Ruhr, Styrum et Oberhausen.

## Évolution de la démographie
| Année | Habitants |
| ----- | --------- |
| 1825  | 68 437    |
| 1835  | 80 601    |
| 1871  | 137 495   |

## Administrateurs de l'arrondissement
- 1823-1827 : Julius Heinrich von Buggenhagen (de)
- 1827-1828 : Anton Coutelle (de)
- 1828-1829 : Alexander von Wittenhorst-Sonsfeld (de)
- 1829-1846 : Anton Devens (de)
- 1846-1847 : Ludwig Hammers
- 1847-1848 : Gustav von Wrangel (de)
- 1848-1849 : Gustav Dittmer (de)
- 1849–9999: Wilhelm von Arnim (de)
- 1849-1851 : Gustav Dittmer (de)
- 1851-1870 : Anton Kessler (de)
- 1870-1874 : Justus von Rosenberg-Gruszczynski (de)